# Анкилозирајући спондилитис
Анкилозирајући спондилитис или анкилопоезни спондилартритис је хронична, серонегативна, прогресивна запаљењска болест локомоторног система. Најчешће започиње у крсно-бедреном зглобу, а потом се шири на зглобове, лигаменте и друге везивне формације кичменог стуба. У каснијим стадијумима обољење захвата и периферне зглобове, а такође се јављају манифестације на очима и структурама кардиоваскуларног, респираторног и гастро-интестиналног система.
Болест се након неколико година завршава окоштавањем свих везивних структура и анкилозом зглобова, тако да кичмени стуб постаје јединствен окоштали блок (стање познато као „бамбусов штап“).
У стручној литератури се срећу и други називи за ово обољење: Бехтерева болест (лат. morbus Bechterewi), Бехтерев синдром, Мари-Штримпел болест, реуматоидни спондилитис итд.

## Учесталост
Болест је 5 до 7 пута чешћа код мушкараца него код жена. Најчешће се јавља у узрасту између 15. и 30. године живота. Општа учесталост анкилозирајућег спондилитиса је око 0,25%.

## Етиологија
Као и код већине сличних обољења, узрок настанка није у потпуности познат. Значајну улогу игра генетика, али се такође говори о удруженом дејству генетског и хормонског чиниоца у етиопатогенези болести. Поједина истраживања указују да анкилозирајући спондилитис могу изазвати и инфективни агенси (као нпр. ентеробактерије) или пак физичке трауме. Истраживања из осамдесетих година су показала да је ова болест у готово 100% случајева повезана са антигеном HLA-B27. Особе које носе тај антиген чешће обољевају од анкилозирајућег спондилитиса него особе које га немају.

## Клиничка слика
Обољење најчешће почиње болом у крстима, који је најинтензивнији након мировања (нарочито ујутру), а смањује се после разгибавања. Бол је обостран и шири се из крсног предела дуж једне или обе натколенице. Болну сензацију прати и осећај укочености, али се никада не јавља утрнулост. Са напретком болести прогредира и симптоматологија, тако да се болне сензације шире и на горњи део кичменог стуба. Болесник има болове у леђном делу кичме и под ребарним луковима, уз осећај стезања у грудима (посебно при издисају). На крају бива захваћен и вратни део кичменог стуба, тако да пацијент осећа јаке болове уз прилично ограничене покрете у свим правцима. Ток болести је спор и обично се после 10 до 25 година завршава анкилозом зглобова. Код око 5% пацијената долази до настанка инвалидитета.
Само у тешким облицима анкилозирајућег спондилитиса јавља се и поремећај општег стања организма у виду повишене температуре, малаксалости и губитка телесне тежине. Код око 20-40% болесника јављају се и промене на очима (акутни иритис), а у 3,5% случајева промене на кардиоваскуларном и другим системима.

## Дијагноза
Дијагноза се поставља углавном на основу рендгенских снимака. Значајан је и податак о постојању анкилозирајућег спондилитиса или неке друге спондилоатропатије код блиских сродника, као и налаз HLA-B27 антигена. За испитивање савитљивости слабинског дела кичме користи се тзв. Шоберов тест. Један од показатеља болести може бити и Менелов знак, тј. бол у крсно-бедреном зглобу при пасивној наглој хиперекстензији бутине.
У тежим случајевима могу се наћи следеће лабораторијске промене: убрзана седиментација еритроцита, блажи облици анемије и повећана концентрација фибриногена, Ц-реактивног протеина, α2-глобулина и γ- глобулина крви.

## Лечење
До сада није установљена терапија која би зауставила напредовање болести. Лечење је симптоматско, а најчешће се прописују нестероидни антиинфламаторни реуматици који смањују бол и укоченост. Препарати који се најчешће прописују су индометацин и фенилбутазон, али се користе и диклофенак, ибупрофен, кетопрофен, итд. Гликокортикоиди се користе само за локално упаљене зглобове.
Битан аспект лечења представља физикална терапија, која у великој мери може смањити бол и укоченост и побољшати опште стање болесника. Посебно се препоручује кинезитерапија. Хируршко лечење се примењује када постоји веће оштећење зглобова кука и колена или када постоји велика деформација кичменог стуба.

## Вежбе
Доказано је да редовно практиковање вежби заузима централно место у лечењу ове болести. Вежбе треба да буду прилагођене сваком болеснику. Неке може да ради и сам, али му је за неке неопходна помоћ. Те вежбе се онда изводе у центрима за рехабилитацију или здравственим установама, а научене вежбе се могу изводити код куће. Потребно их је радити сваког дана, по једном или два пута у трајању од 15-20 минута. Заправо, ове вежбе је потребно укључити у навике из свакодневног живота, као што је, на пример, одржавање личне хигијене. Циљ ових вежби је очување правилног става, посебно карлице, као и стимулисање рада појединих зглобова, највише рамена и кукова. Вежбе се изводе у положају на леђима, „четвороношке“ и у седећем ставу.

## Режим живота пацијента
Сам пацијент може да допринесе побољшању свог стања уколико се придржава савета лекара. У овом случају, лекари саветују промену навика пацијента приликом свакодневних активности, професионалних активности и одмора:
- У зависности од напретка саме болести, пацијент може само да промени свој режим поподневног одмарања (у том случају се препоручује 1-2 сата поподневног одмора) или у поодмаклој фази да буде задржан у болници где ће се примењивати одговарајућа терапија. Приликом одмора, изванредно је важно да пацијент лежи потпуно равно, на леђима или потрбушке. Таква навика спречава развитак лошег става. Лежај при томе треба да буде умерено тврд и без јастука[4].
- Топле облоге ублажавају бол и укоченост. Стезници и појасеви се препоручују у ретким, тежим случајевима, јер је важно да се што више развијају мишићи и на природан начин задржи добар положај тела[4].
- Уколико је могуће, како приликом обављања професионалних, тако и приликом кућних обавеза, пацијент треба да избегава рад у погнутом ставу. Такође, приликом седења, карлица треба да буде опружена[4].
- Како болест напредује, пацијент може да изгуби и значајан део телесне тежине. Зато је и увођење новог режима исхране веома важан. Потребно је узимати протеински богату храну (месо, риба, јаја, сир), као и воће и поврће због витамина[4].

## Компликације
Једна од најозбиљнијих компликација болести је оштећење нервног система, које настаје при дислокацији или сублуксацији зглоба који спаја вратни део кичме и лобању. Такође, компликације могу настати услед остеопоротског процеса када се јављају преломи кичменог стуба при најмањем удару. Веома ретко се може јавити и амилоидоза са бубрежним манифестацијама.

## Историја
Сматра се да је грчки лекар Гален први јасно направио разлику између анкилозирајућег спондилитиса и реуматоидног артритиса, почетком 2. века нове ере. Знакови ове болести су пронађени током археолошких истраживања на египатској мумији старој 5.000 година.
Стање слично овом описао је анатом и хирург Реалдо Коломбо 1559. године, а први извештај о патолошким променама на скелету повезаним вероватно са анкилозирајућим спондилитисом објавио је 1691. године Бернард Конор. Лекар Бенџамин Колинс Броди је 1818. документовао да ову болест прати иридис (обољење дужице ока). Године 1858, Дејвид Такер је објавио књижицу у којој јасно описује пацијента по имену Леонард Траск, који пати од неколико деформитета кичменог стуба. Ово је први документовани случај анкилозирајућег спондилитиса у САД.
Тачно успостављање дијагнозе било је могуће тек крајем 19. века, када су адекватне описе болести дали неурофизиолог Владимир Бехтерев у Русији 1893, Адолф Штримпел у Немачкој 1897. и Пјер Мари у Француској 1898. године.

### Националне организације
- (Аустралија) (језик: енглески)
- Архивирано на веб-сајту  (4. јануар 2014) (Италија) (језик: италијански)
- (Немачка) (језик: немачки)
- (САД) (језик: енглески)
- (Велика Британија) (језик: енглески)

### Дијагностика
- (језик: енглески)
- (језик: енглески)

### Групе за подршку
- (језик: енглески)
- (језик: енглески)

|  | Молимо Вас, обратите пажњу на важно упозорење у вези са темама из области медицине (здравља). |